# Răut
Răut je řeka v Moldavsku, pravý přítok Dněstru. Je 286 km dlouhá. Povodí má rozlohu 7760 km².

## Vodní režim
Zdroj vody je smíšený s převahou sněhového. Průměrný průtok vody ve vzdálenosti 46 km od ústí činí 5,7 m³/s.

## Využití
Využívá se na zavlažování. Na řece leží města Bălți a Orhei.